# 村田大志
村田 大志（むらた だいし、1988年5月29日 - ）は、日本の元ラグビー選手。現在ジャパンラグビーリーグワン東京サントリーサンゴリアスの主務を務めている。

## プロフィール
- 長崎県諫早市出身。
- ポジションはセンター(CTB)。
- 身長 180cm、体重 87kg
- 日本代表通算キャップ数は2。
- ニックネームは『だいし』。
- ジュニアジャパンに選出されたことがある[1]。

## 略歴
小学生の時にラグビースクールに入り、ラグビーを始めた。
2007年、長崎北陽台高校卒業後、早稲田大学に入る。なお長崎北陽台高校時代、花園へ1度出場した。 
2011年、早稲田大学卒業後、サントリーサンゴリアス(現・東京サントリーサンゴリアス)に加入した。なお早稲田大学時代、関東大学ラグビー対抗戦グループ3回の優勝と全国大学選手権2回の優勝に貢献し、同級生に有田隆平、榎本光祐、坂井克行、中田英里、中濱寛造、宮澤正利、山中亮平らがいる。
2012年10月27日に行われたジャパンラグビートップリーグ第8節の福岡サニックスブルース戦に途中出場ながら公式戦初出場を果たす。 
2014年5月3日に行われたアジア5カ国対抗フィリピン戦で日本代表初キャップを獲得した。
2018年2月にはサンウルブズの2018年スコッドに追加招集された。
2022年、現役を引退した。